# 聖君士坦丁和聖米迦勒教堂

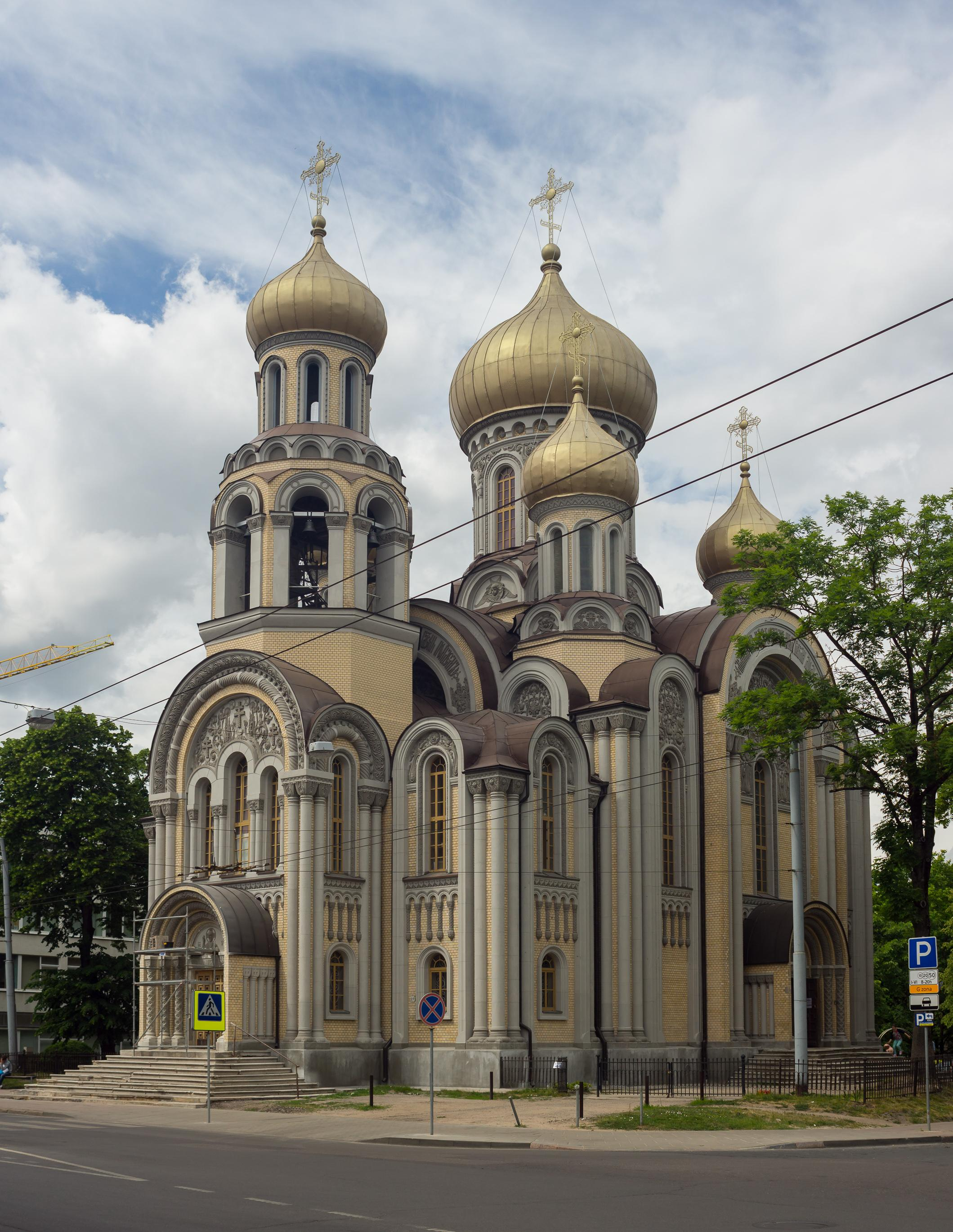
教堂外觀

聖君士坦丁和聖米迦勒教堂是立陶宛首都維爾紐斯的一座俄羅斯正教會的教堂。這座教堂修建於1913年，紀念羅曼諾夫王朝建立300週年。教堂外觀融合了羅斯托夫和蘇茲達爾風格。

## 外部連結
- church listing at orthodoxy.lt (Russian language text)
- historic photograph of the church

54°40′55″N 25°16′6″E / 54.68194°N 25.26833°E